# Wilsonia backhousii
Wilsonia backhousii är en vindeväxtart som beskrevs av Joseph Dalton Hooker. Wilsonia backhousii ingår i släktet Wilsonia och familjen vindeväxter. Inga underarter finns listade i Catalogue of Life.